# Velden am Wörther See
Velden am Wörther See (slovenska: Vrba na Koroškem) är en köpingskommun i förbundslandet Kärnten i Österrike. Kommunen har 9 098 invånare (2024). Den ligger vid den västra delen av sjön Wörthersee.
Kommunen består av 30 orter (Ortschaften) (inom parentes invånarantal 1 januari 2024):

- Aich (148)
- Augsdorf (461)
- Bach (115)
- Dieschitz (110)
- Dröschitz (227)
- Duel (165)
- Fahrendorf (117)
- Göriach (289)
- Kantnig (2)
- Kerschdorf (290)
- Kranzlhofen (195)
- Köstenberg (141)
- Latschach (111)
- Lind ob Velden (968)
- Oberdorf (295)
- Oberjeserz (186)
- Oberwinklern (183)
- Pulpitsch (59)
- Rajach (220)
- Saisserach (14)
- St. Egyden (315)
- Selpritsch (805)
- Sonnental (397)
- Sternberg (78)
- Treffen (64)
- Unterjeserz (222)
- Unterwinklern (53)
- Velden am Wörther See (2 409)
- Weinzierl (154)
- Wurzen (305)

## Bildgalleri

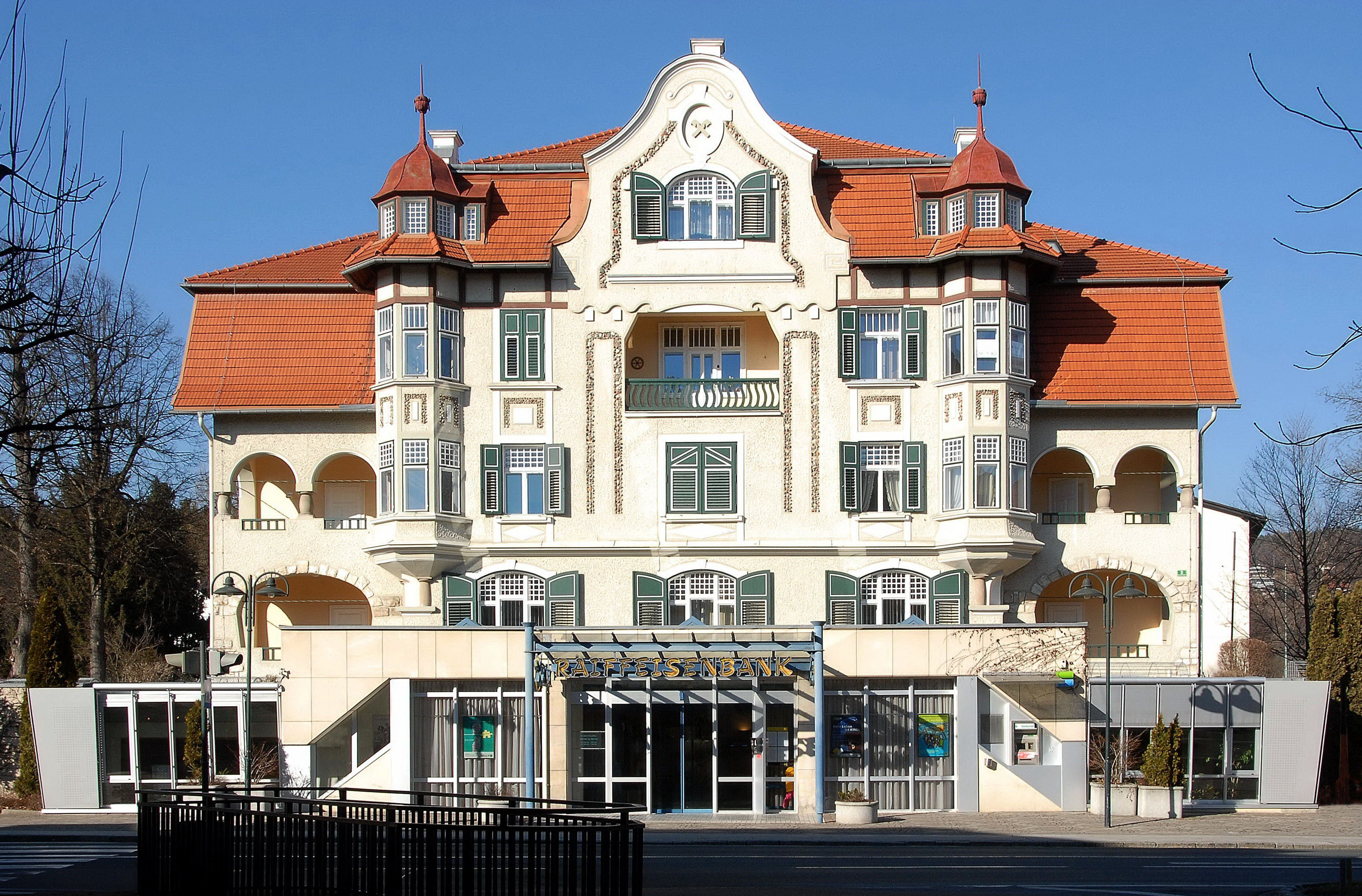
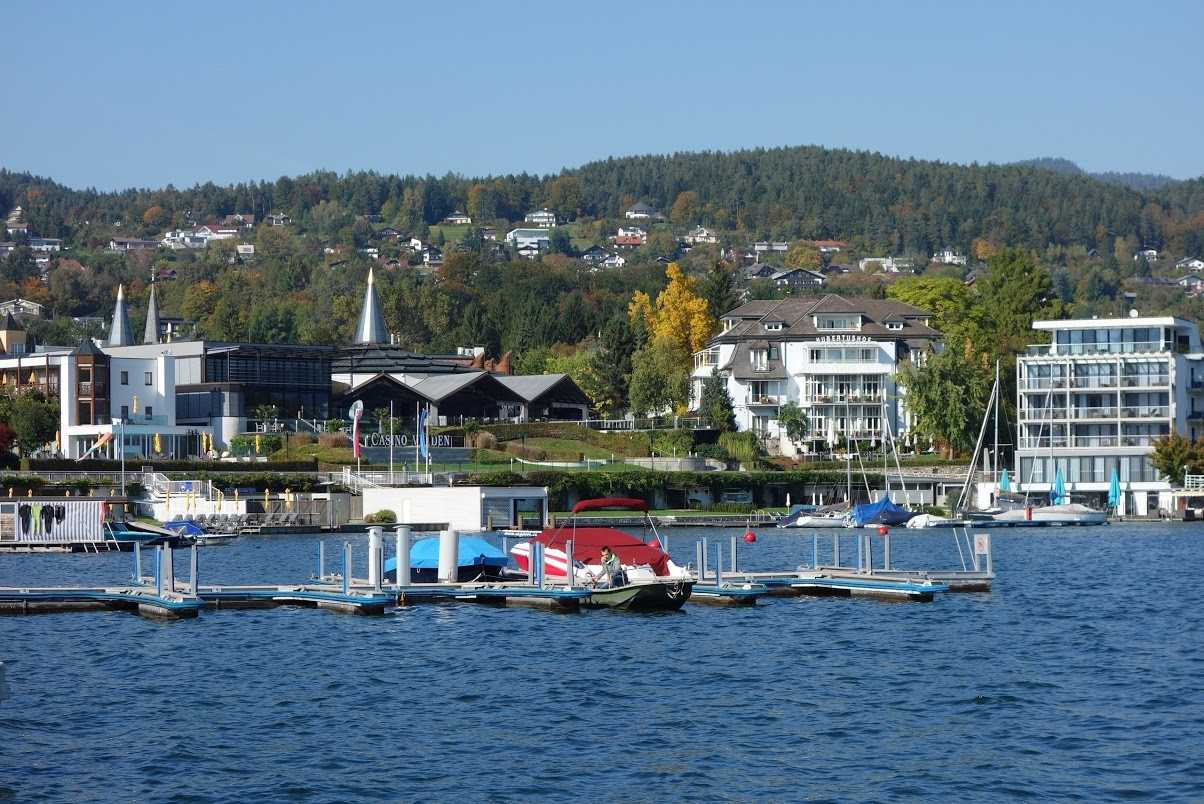
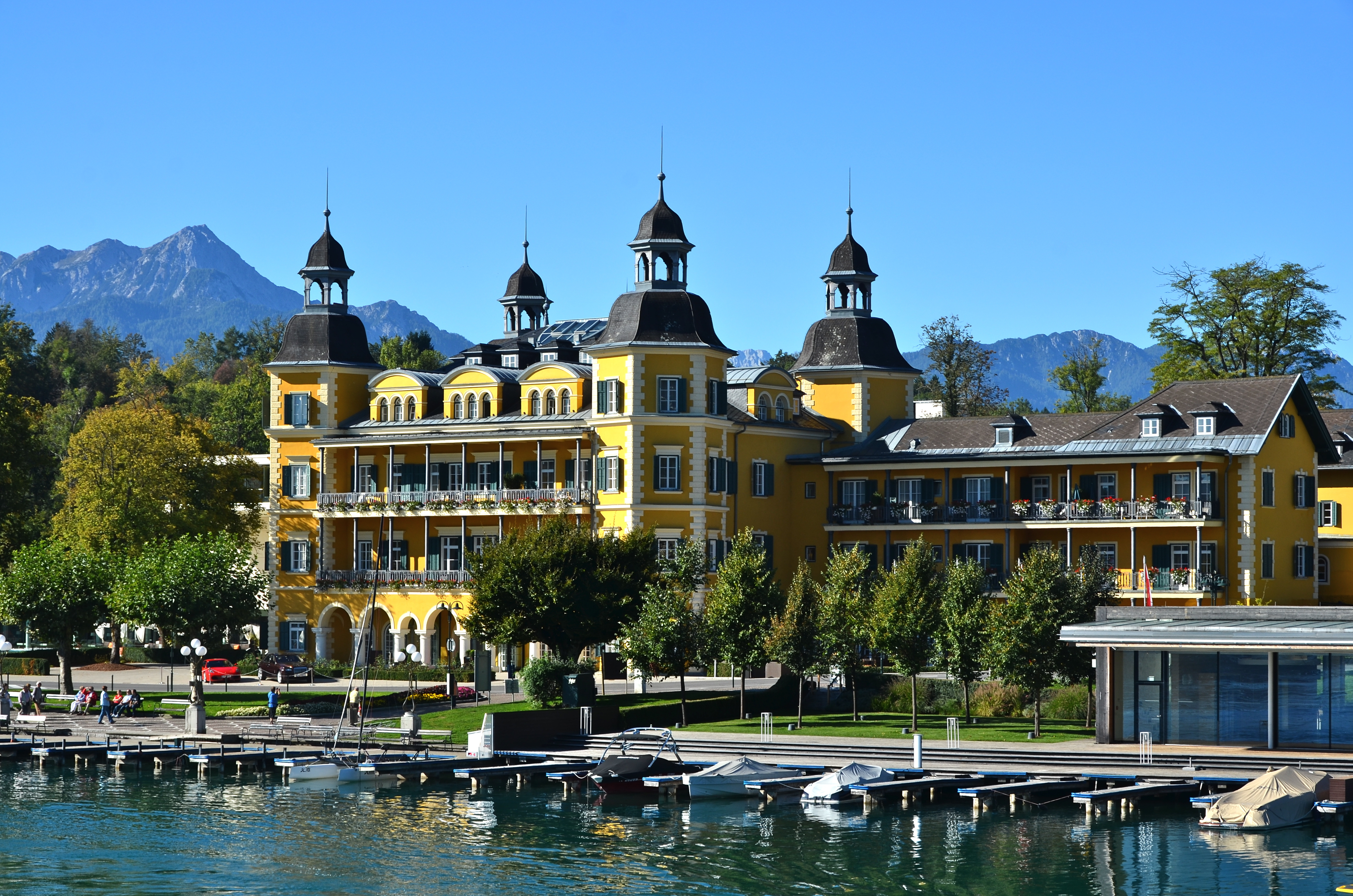
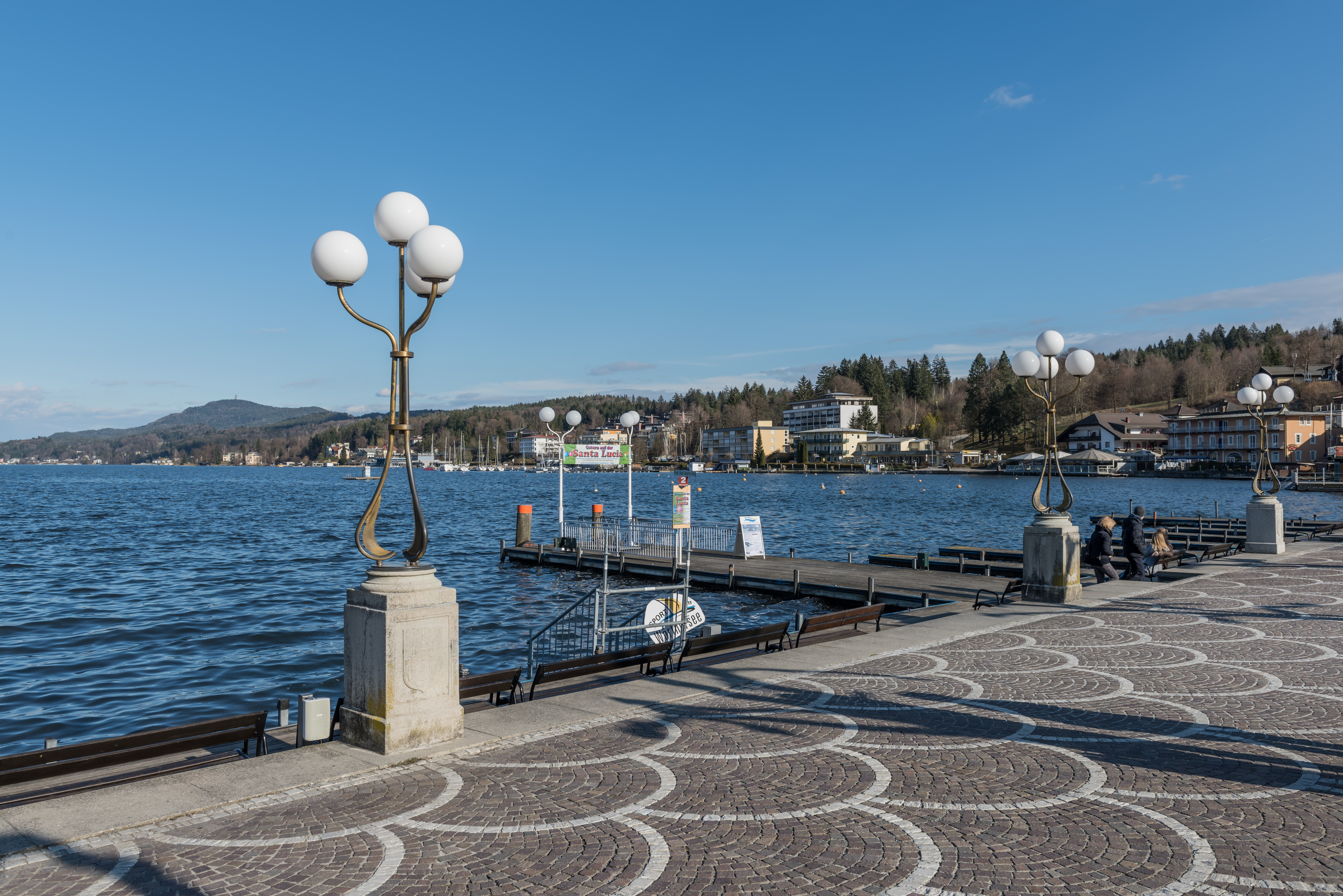